# Schachtinsk
Schachtinsk (kasachisch/russisch Шахтинск) ist eine Industriestadt im Gebiet Qaraghandy, Kasachstan mit 38.486 Einwohnern (Stand 1. Januar 2025). Sie liegt etwa 50 Kilometer südwestlich von Qaraghandy an den Ufern des Nurazuflusses Tentek. Zum Stadtgebiet gehören drei nahegelegene Siedlungen: Schachan, Nowodolinski und Dolinka.

## Bevölkerung
1989 zählte die Stadt 56001 Einwohner im Stadtgebiet. Allerdings leben nur etwa 34.900 in der Stadt Schachtinsk. Die restlichen rund 20.000 verteilen sich auf die drei o. g. Siedlungen. Davon sind ungefähr 63 % Russen und nur 11 % Kasachen, daneben gibt es eine Vielzahl anderer Nationalitäten.

## Geschichte
Die Stadt wurde 1961 gegründet. Davor befand sich auf dem Gebiet eine Arbeitersiedlung namens Tentek, die 1955 erbaut wurde.

## Wirtschaft
Wie die meisten Städte in der Umgebung von Karaganda ist auch in Schachtinsk der Bergbau der treibende Wirtschaftszweig. In vier Kohlegruben (Kasachstanskaja, Schachtinskaja, Molodeschnaja und Lenin), die zu der Mittal Steel Company gehören, wird Kohle gefördert.

## Sport
In der Stadt gibt es eine Kinder- und Jugendsportschule sowie ein Fußballstadion.

## Söhne und Töchter der Stadt
- Anatoli Alexandrow (* 1967), Boxer
- Andreas Maurer (* 1970), deutscher Lokalpolitiker
- Alexandra Romanowa (* 1990), Hürdenläuferin